# قائمة رؤساء شمال قبرص التركية
رئيس جمهورية قبرص الشمالية التركية هو رأس الدولة. كان رؤوف دنكتاش الرئيس الأول والمؤسس للجمهورية تقاعد في عام 2005. خلفه في المنصب محمد علي طلعت ثم درويش إروغلو تلاه مصطفى أكينجي والرئيس الحالي هو إرسين تتار.
يُنتخب الرئيس كل خمس سنوات. إذا لم يحصل مرشح على أغلبية تزيد عن 50٪ من الأصوات في الجولة الأولى تُجرى جولة ثانية من الانتخابات. يُشترط لترشح الرئيس أن يكون مولودًا في قبرص وأن يكون قد عاش في البلاد لمدة خمس سنوات على الأقل وأن يكون قد أكمل تعليمه الثانوي، وأن يتجاوز عمره الـ30 عامًا.
الرئاسة في نظام شمال قبرص السياسي شبه الرئاسي ليست مجرد منصب فخري؛ فالرئيس له الحق في حل الجمعية الوطنية إذا لم تتشكل حكومة في ستين يومًا أو إذا سُحب الثقة من ثلاث حكومات متتالية. بإمكان الرئيس أيضًا ترؤس مجلس الوزراء إذا اختار ذلك، والموافقة على تعيين القضاة ورئيس المحكمة العليا، وله الحق في إحالة القوانين التي تقرها الجمعية الوطنية إلى المحكمة العليا. الرئيس هو المفاوض الرئيسي في محادثات حل النزاع القبرصي ويتولى مسؤولية علاقات قبرص الشمالية الخارجية.
يمثل رئيس الجمعية الوطنية الجمهورية عندما يكون الرئيس خارج البلاد.

## القائمة
فيما يلي أسماء رؤساء جمهورية قبرص الشمالية التركية منذ (1983 - حتى الآن):
| الرقم | الاسم (الميلاد–الوفاة)   | صورة | سنة الانتخاب        | في المنصب       | في المنصب      | التوجه السياسي        |
| ----- | ------------------------ | ---- | ------------------- | --------------- | -------------- | --------------------- |
| 1     | رؤوف دنكطاش (1924–2012)  |      | 1985 1990 1995 2000 | 15 نوفيمبر 1983 | 24 أبريل 2005  | حزب الاتحاد الوطني    |
| 2     | محمد علي طلعت (ولد 1952) |      | 2005                | 24 أبريل 2005   | 23 أبريل 2010  | الحزب الجمهوري التركي |
| 3     | درويش إروغلو (ولد 1938)  |      | 2010                | 23 أبريل 2010   | 30 أبريل 2015  | حزب الاتحاد الوطني    |
| 4     | مصطفى أقينجي (ولد 1947)  |      | 2015                | 30 أبريل 2015   | 23 أكتوبر 2020 | مستقل                 |
| 5     | إرسين تاتار (ولد 1960)   |      | 2020                | 23 أكتوبر 2020  | في المنصب      | حزب الاتحاد الوطني    |